# Lenoir (North Carolina)
Lenoir ist eine City in und der Verwaltungssitz von Caldwell County, North Carolina in den Vereinigten Staaten. Das U.S. Census Bureau hat bei der Volkszählung 2020 eine Einwohnerzahl von 18.352 ermittelt.
Der Ort im Westen des Bundesstaates liegt am Fuß der Brushy Mountains, einem Teil der Blue Ridge Mountains. Gemeinsam mit den Orten Hickory im Catawba County und Morganton bildet Lenoir die Metropolregion The Unifour.
Namensgebend ist William Lenoir, ein General des Amerikanischen Unabhängigkeitskrieges und Gründer der University of North Carolina at Chapel Hill, der hier im Fort Defiance lebte.

## Wirtschaft
Prägend für Lenoir war die Holz- und Möbelindustrie. Seit 2007 beherbergt der Ort eine Serverfarm.

## Persönlichkeiten
- Johnny Allen (1904/05–1959), Baseballspieler
- William H. Bower (1850–1910), Politiker
- Jim Broyhill (1927–2023), Politiker
- James C. Harper (1819–1890), Politiker
- Harry Heltzer (1911–2005), Wirtschaftsmanager
- William Lenoir (1751–1839), General
- Kary Mullis (1944–2019), Chemiker
- William C. Newland (1860–1938), Politiker
- Doc Watson (1923–2012), Musiker